# Lavanttalské Alpy
Lavanttalské Alpy leží v Rakousku (Korutany, Štýrsko) a malou částí zasahují do Slovinska. Je to velká horská soustava skládající se z několika horských skupin. Charakter hor je úplně stejný jako u sousedních pohoří (vyjma Ennstalských Alp) - oblé travnaté vrcholy a husté smrkové lesy. Celá oblast je poměrně hustě osídlena. Nejdůležitější sídla jsou Štýrský Hradec, Wolfsberg a další. Nejvyšším vrcholem oblasti je Zirbitzkogel (2 396 m n. m.) nacházející se ve skupině Seetalských Alp.

## Poloha
Rozloha pohoří je 4 400 km². Lavanttalské Alpy navazují na západě na pohoří Nockberge a tvoří je několik horských celků. Leží na území Korutan a Štýrska a jsou vymezeny toky řek Mur a Lavant. Na jihu odděluje pohoří od sousedních Karavanek řeka Dráva. Slovinské pohoří Kozjak, nedaleko Mariboru, ještě leží na území Lavanttalských Alp. Jižně od řeky Drávy se již rozkládá Pohorje.

## Členění
- Seetalské Alpy - nejvyšší bod Zirbitzkogel (2 396 m n. m.)
- Saualpe - Ladinger Spitz (2 079 m n. m.)
- Koralpe - Großer Speikkogel (2 140 m n. m.)
- Packalpe - Ameringkogel (2187 m n. m.)
- Stubalpe - Speikkogel (1 993 m n. m.)
- Gleinalpe - Lenzmoarkogel (1 991 m n. m.)
- Hochalpe - Mugel (1 630 m n. m.)
- Kozjak - Kapunar nebo „Kapaunerkogel“ (1 052 m n. m.)

### Seetalské Alpy

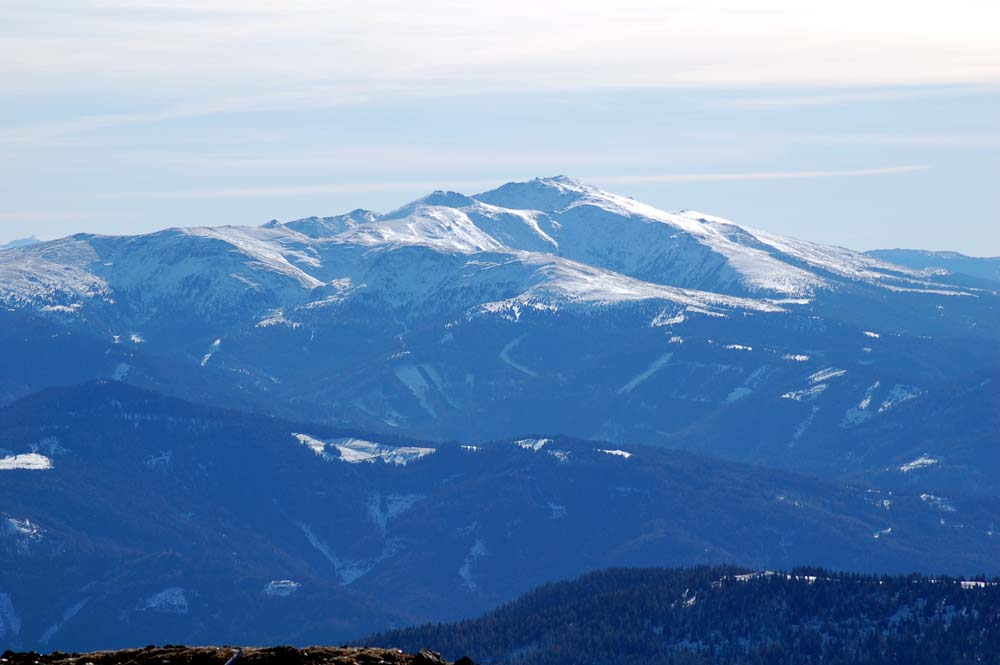
Seetaler Alpen a Zirbitzkogel

V Seetalských Alpách se nachází nejvyšší vrchol celých Lavanttaslkých Alp - Zirbitzkogel. Dalším vrcholem je Wenzelalpe (2 151 m n. m.). Pohoří je na severu ohraničeno údolím řeky Mury, na východě sedlem Obdacher Sattel, na jihu sedlem Klippitztörl a na západě sedlem Neumarkter Sattel. Velká část masivu se nachází ve Štýrsku, pouze část mezi horou Zöhrerkogel a sedlem Klippitztörl leží v spolkové zemi Korutany. Poblíž sedla Klippitztörl a chaty Sabathyhütte je menší lyžařské středisko.
Horský hřeben je povětšinou holý, jen tu a tam vyčnívají skály. Pohoří je možné projít po rakouské dálkové turistické trase č. 8 (Eisenwurzenweg). Ten dosahuje na vrcholu Zirbitzkogel své nejvyšší výšky.

### Saualpe
Saualpe jsou na severu odděleny od Seetaler Alpen sedlem Klippitztörl a na východě je ohraničuje řeka Lavant. Jižní hranici tvoří řeka Dráva a na západě dělí masiv dolina Untere Gurktal. Tato část pohoří je velmi podobná svým charakterem např. Nízkým Tatrám. Nejdůležitější chaty jsou Klippitztörlhütte (1 644 m n. m.) a Wolfsberger Hütte (1 827 m n. m.). Nejvyšším vrcholem je Ladinger Spitze (2 079 m n. m.).

### Packalpe a Stubalpe
Packalpe a Stubalpe jsou na západě vymezeny horní částí údolí Lavanttal a sedlem Obdacher Sattel. Směrem k severu se táhnou až po údolí Murtal. Na severovýchodě tvoří pomyslnou hranici sedlo Gaberlpass, které je odděluje od masivu Gleinalpe. Pohořím prochází dálková turistická trasa č. 5. Nejvýznamnější vrcholy jsou:
- Ameringkogel (2 187 m n. m.)
- Speikkogel (1 993 m n. m.)
- Rappoldkogel (1 928 m n. m.)
- Hirschegger Alm (1 933 m n. m.)

Tato skupina je oblíbená trekaři a turisty pro ideální lehce zvlněný terén. Vedle toho nabízí také malá lyžařská střediska, která jsou lehce dosažitelná především ze Štýrského Hradce, hlavního města spolkové země.

### Koralpe

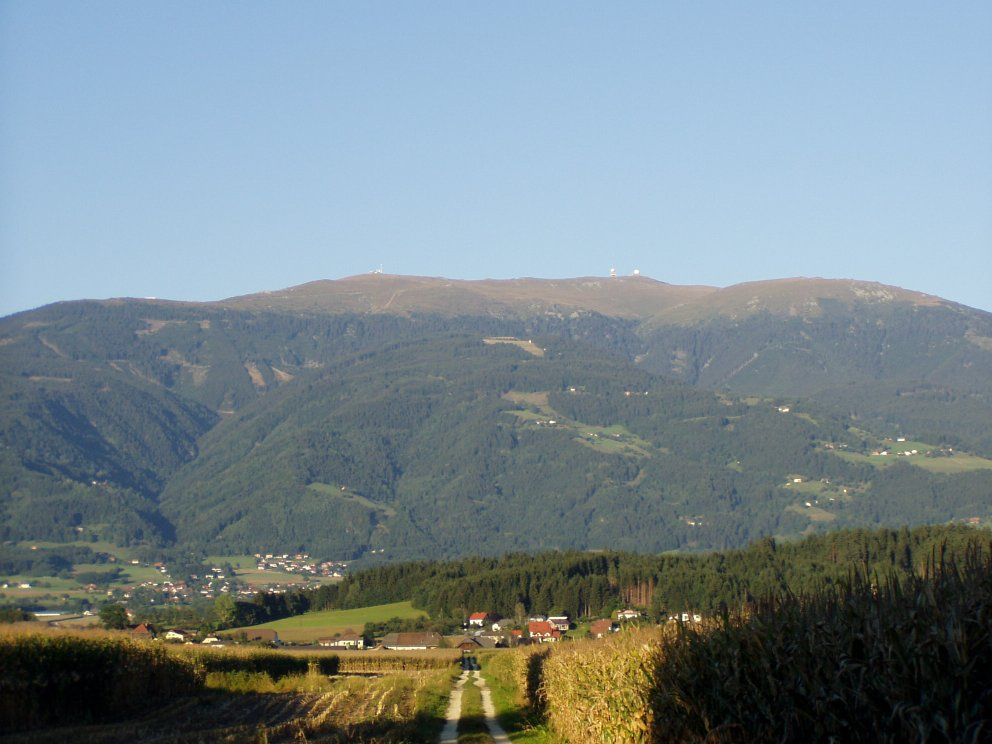
Masiv Koralpe

Skupina Koralpe je na západě vymezena údolím Lavanttal, na severu masivem Packalpe, na východě oblastí Weststeirische Hügelland. Jižní hranici tvoří silniční sedlo Soboth (1 065 m) pod kterým leží malá přehradní nádrž s elektrárnou, která využívá tok potoka Lavamund. Podél hřebene probíhá hranice mezi rakouskými spolkovými zeměmi Korutany a Štýrsko. Pohoří je geologicky značně nejednotné. Vyskytují se zde například křemen a mramor na výrobu skla, živec na výrobu od porcelánu a slída na výrobu izolací. Nejvyšší hory jsou tvořeny z krystalickou břidlicí a rulou. Nalézá se zde největší ložisko lithia v Evropě. Nejvyšší vrchol je Großer Speikkogel (2 140 m) na kterém je umístěno několik vysílačů. Další kopec masivu je Reinischkogel (1 463 m n. m.).

### Gleinalpe
Masiv Gleinalpe je na severu a východě ohraničen, až k počátku silnice u Grazer Beckens, údolím řeky Mury. Linie Judenburg - Köflach tvoří hranici na jihu a sedlo Gaberlpass na jihozápadě. V masivu je 15 vrcholů dosahujících nadmořské výšky od 1 700 do 2 000 m. Skupina Gleimalpe zaujímá plochu přibližně 30x50 km. Střed horského masivu protíná dálnice A9 a to tunelem Gleinalmtunnel o délce 8 320 m. Nejvyšším vrcholem je Lenzmoarkogel (1 991 m n. m.).

### Kozjak

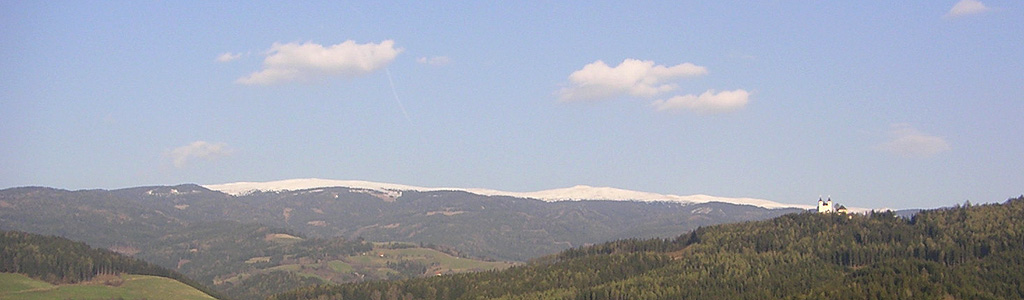
skupina Saualpe

Skupina Kozjak (německy Poßruck) se nachází zcela na jihu území, ve Slovinsku. Kozjak je středohoří s komplikovanou kombinací krystalických hornin z pravěku a mladších terciárních hornin. Possruck je ohraničen na severu dolinou Saggautal, na jihu řekou Drávou a na západě silničním sedlem Radlpass (679 m n. m., slovinsky Radelj. Nejvyšší vrchol má hned několik názvů - Klementkogel (nebo Kapaunerkogel, slovinský Kapunar), nadmořská výška 1 052 m. Hlavní hřeben Kozjaku tvoří rozvodí mezi Murem a Drávou. Prochází jím také částečně státní hranice mezi Rakouskem a Slovinskem.